# Aloe secundiflora
Aloe secundiflora é uma espécie de liliopsida do gênero Aloe, pertencente à família Asphodelaceae.